# Координатно-измерительная машина

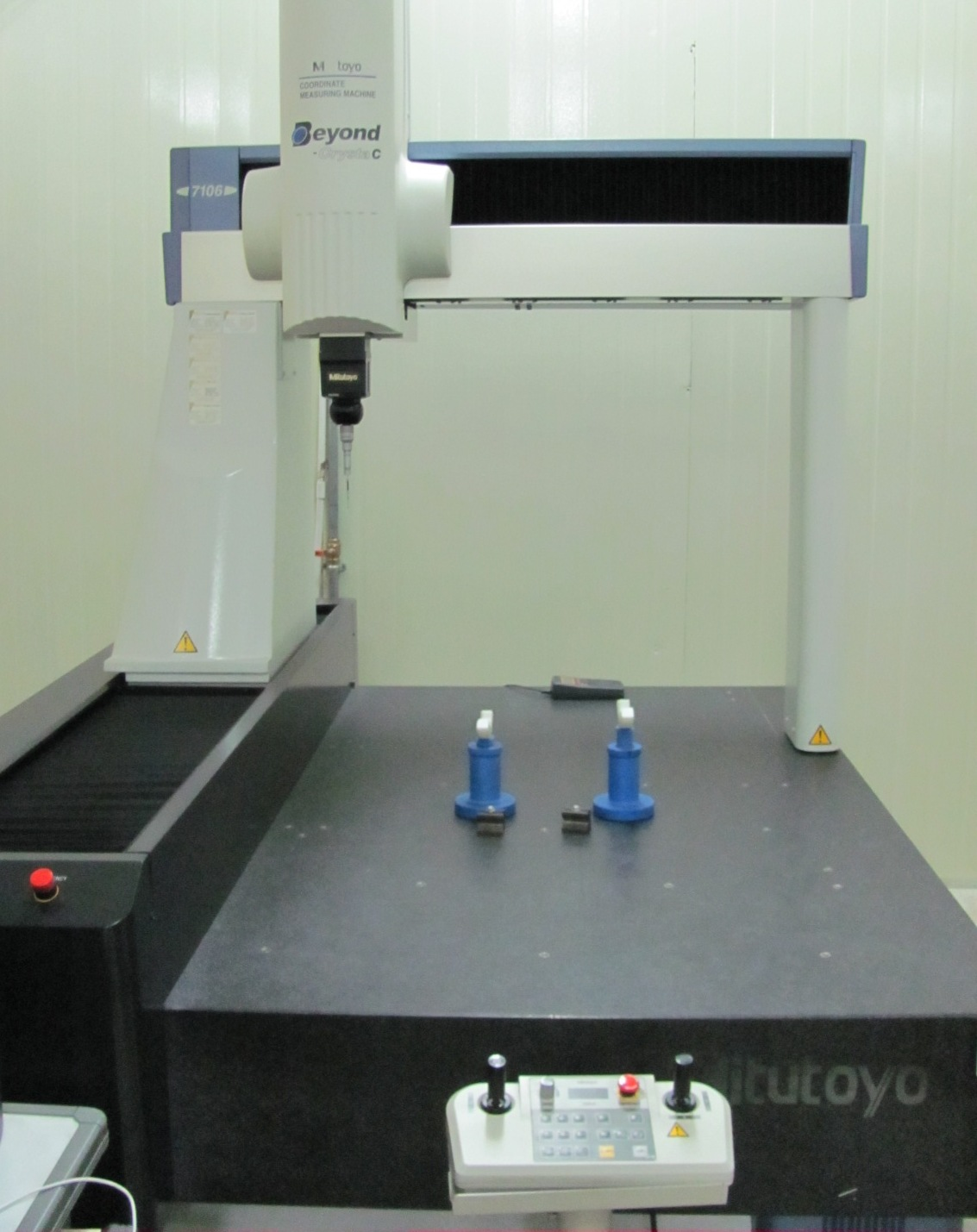
Внешний вид координатно-измерительной машины

Координа́тно-измери́тельная маши́на (КИМ) — устройство для измерения геометрических размеров объекта.
Машина может управляться вручную оператором или автоматизировано компьютером. Измерения координат поверхности объекта проводятся посредством датчика (зонда), укреплённого на подвижной части машины.
Измерительные датчики отличаются по принципу действия (электро-контактные, индукционные, оптические, ёмкостные, пьезометрические, тензометрические), выходному сигналу (аналоговые, дискретные), способу измерения (контактные, бесконтактные), типу измерения (сканирующие, триггерные) и другие.

## История
В середине XX века были разработаны полуавтоматические системы КИМ.
В 1970-х годах в Англии построена автоматическая КИМ на основе ЭВМ.

## Описание
Традиционная «мостовая компоновка» КИМ является трёхосевой с X, Y и Z осями. Оси ортогональны друг к другу и образуют трехмерную декартовую систему координат.
Каждая ось имеет свой масштаб, что определяет перемещение по этой оси. Машина считывает данные с  датчика и текущие координаты датчика под управлением перемещение по осям оператором или компьютером. Затем машина использует X, Y, Z координаты каждой из этих точек, чтобы определить размеры и расположение объекта в пространстве. Как правило, точность измерений координат координатной машины составляет порядка единиц микрометров. Для повышения точности и снижения ошибок из-за температурного расширения стол машины обычно изготавливают из гранитной плиты и часто применяют программную температурную коррекцию массивов полученных данных.
Шестиосевая координатно-измерительная машина(гексапод) построена на основе параллельной кинематики. В отличие от трёхосевой, в ней отсутствуют порталы и мосты. Конструктивно КИМ представляет собой «параллельную структуру» в виде перевернутой усеченной пирамиды. В основаниях пирамиды располагаются сферические шарниры, которые служат точками отсчета для измерительной системы. Шесть измерителей напрямую связаны с подвижной кареткой, на которой располагается измерительная головка с датчиком.
КИМ, как правило, используется в производственном и сборочном процессе для проверки размеров деталей или проверки качества сборки в сравнении с заданным образцом. После измерения X, Y, Z координат множества точек поверхности детали полученные массивы данных анализируются с помощью различных регрессионных алгоритмов. Эти данные о точках собираются с помощью зонда, который позиционируется оператором или автоматически с помощью управления от компьютера.
КИМ может быть запрограммирована на конвейерную поточный работу, что позволяет считать КИМ специализированной формой промышленного робота.

## Технические подробности. Основные части КИМ
Координатно-измерительные машины включают в себя три основных модуля:
- Основная структура. В трехосевых КИМ — гранитный стол для обеспечения платформы для трех осей движения; в шестиосевых КИМ — две независимые друг от друга рамы (силовая и измерительная).
- Система зондирования.
- Система сбора данных и управления, как правило, состоит из контроллера, компьютера и прикладного программного обеспечения.

## Использование и применение
Координатно-измерительные машины часто используются для [1]:
- измерения габаритов и размеров деталей;
- измерения профиля деталей;
- измерения углов или ориентации;
- построения карт рельефа;
- оцифровки изображений;
- измерения сдвигов.

## Особенности
- Противоаварийная защита.
- Возможность программирования и автоматизированного управления работой машины.
- Обратное проектирование, реверс-инжиниринг.
- Возможность использования в цеху предприятий.
- SPC[прояснить] программное обеспечение и режим температурной компенсации.
- Возможность импорта CAD-моделей.
- Соответствие стандартам DMIS[прояснить].

Координатно-измерительные машины производятся разных размеров и конструкций с различными типами зондов. Ими можно управлять вручную или автоматически под управлением компьютера. Они предлагаются в различных конфигурациях, таких как настольный, карманный и портативный.

## Шестиосевые координатно-измерительные машины
Новый тип координатно-измерительных машин, имеющих в своей основе реализацию платформы Стюарта. За счет управляемого наклона каретки такие машины позволяют производить контроль труднодоступных элементов деталей, измерить которые с применением портальных КИМ  не представляется возможным. ООО "ЛАПИК" г. Саратов с 1992 года производит и поставляет шестиосевые координатно-измерительные машины серии КИМ для контроля на производстве и в лабораторных условиях стандартных геометрических элементов, произвольных криволинейных поверхностей, а также механических передач, соединений и инструмента. (www.lapic.ru)